# Erica constantia
Erica constantia är en ljungväxtart som beskrevs av Louis Claude Noisette och George Bentham. Erica constantia ingår i släktet klockljungssläktet, och familjen ljungväxter. Inga underarter finns listade i Catalogue of Life.